# Società Sportiva Ascoli 1941-1942
Questa pagina raccoglie le informazioni riguardanti la Società Sportiva Ascoli nelle competizioni ufficiali della stagione 1941-1942.

## Rosa
| N. |                   | Ruolo | Calciatore       |
| -- | ----------------- | ----- | ---------------- |
|    | Italia (bandiera) | A     | Alessandro Anatò |
|    | Italia (bandiera) | D     | G. Anatò         |
|    | Italia (bandiera) | C     | Ugo Baiocchi     |
|    | Italia (bandiera) | A     | M. Borghini      |
|    | Italia (bandiera) | D     | Giovanni Canale  |
|    | Italia (bandiera) | D     | Paolo Colli      |
|    | Italia (bandiera) | P     | P. Casignani     |
|    | Italia (bandiera) | D     | M. Costantini    |
|    | Italia (bandiera) | C     | V. De Titta      |
|    | Italia (bandiera) | A     | Mario Di Antonio |
|    | Italia (bandiera) | A     | Plinio Di Luccio |
|    | Italia (bandiera) | D     | P. Equizi        |

| N. |                   | Ruolo | Calciatore       |
| -- | ----------------- | ----- | ---------------- |
|    | Italia (bandiera) | D     | G. Frascarelli   |
|    | Italia (bandiera) | C     | Alberto Gaspari  |
|    | Italia (bandiera) | A     | A. Lattanzi      |
|    | Italia (bandiera) | P     | Emidio Martelli  |
|    | Italia (bandiera) | D     | Vincenzo Monaldi |
|    | Italia (bandiera) | D     | Antonio Patrizi  |
|    | Italia (bandiera) | C     | Vladimiro Pompei |
|    | Italia (bandiera) | C     | Vittorio Roiati  |
|    | Italia (bandiera) | C     | Bruno Rossi      |
|    | Italia (bandiera) | P     | S. Sofia         |
|    | Italia (bandiera) | A     | S. Tombini       |